# Карпов, Александр Яковлевич
Александр Яковлевич Карпов — советский, казахстанский и белорусский киноактёр, кинорежиссёр и сценарист. Заслуженный деятель искусств Казахской ССР (1964). Заслуженный деятель искусств Белорусской ССР (1985). Участник Великой Отечественной войны. Член КПСС с 1943 года.

## Биография
Родился 20 января 1922 года в Шатурском  районе. В 1939—1941 гг. учился в Калининском театральном училище.
В 1956 году окончил режиссёрский факультет ВГИКа (мастерская Г. Рошаля и Ю. Геники).
В 1945—1949 гг. — художественный руководитель Дворцов культуры в городах Рошале и Кашире.
С 1956 года — режиссёр киностудии «Казахфильм», с 1968 года — «Беларусьфильм». Снимался в основном в собственных фильмах.
Умер 15 января 1998 года. Похоронен на Восточном кладбище в Минске.

## Фильмография

### Актёр
- 1960 — Тишина — Сергей Петрович Сафонов, учитель истории
- 1975 — Долгие вёрсты войны — комдив

### Режиссёр
- 1957 — Наш милый доктор (совместно с Шакеном Аймановым)
- 1958 — Далеко в горах
- 1960 — Тишина
- 1961 — Сплав
- 1963 — Сказ о матери
- 1968 — Дорога в тысячу вёрст
- 1970 — Белая земля
- 1972 — Завтра будет поздно
- 1975 — Долгие вёрсты войны
- 1980 — Свадебная ночь
- 1982 — Личные счёты
- 1985 ― Папа
- 1989 — Его батальон

### Сценарист
- 1968 — Дорога в тысячу вёрст
- 1980 — Свадебная ночь
- 1992 — Пойти и не вернуться